# Takabata (métro de Nagoya)
Takabata (高畑駅, Takabata-eki) est une station du métro de Nagoya sur la ligne Higashiyama dans l'arrondissement de Nakagawa à Nagoya. Elle porte comme sous-titre Nakagawa Ward Office (中川区役所).

## Situation sur le réseau
La station Takabata marque le début de la ligne Higashiyama.

## Histoire
La station a été inaugurée le 21 septembre 1982.

## Services aux voyageurs

### Accès et accueil
La station est ouverte tous les jours.

### Desserte
- Ligne Higashiyama :

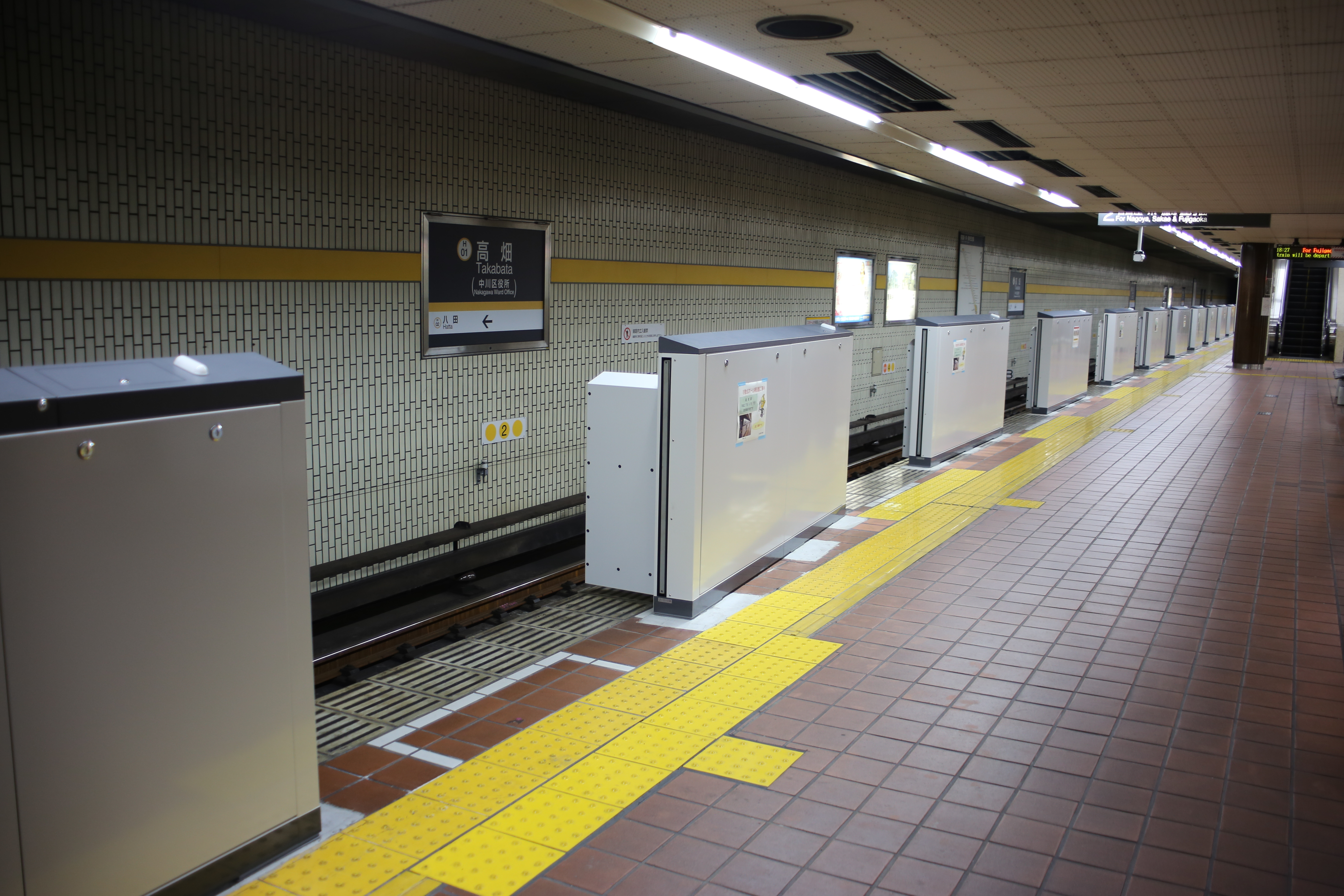
Vue du quai de la station

  - voies 1 et 2 : direction Fujigaoka

## Dans les environs
- Arako Kannon